# Hermann Arnhold (Kunsthistoriker)

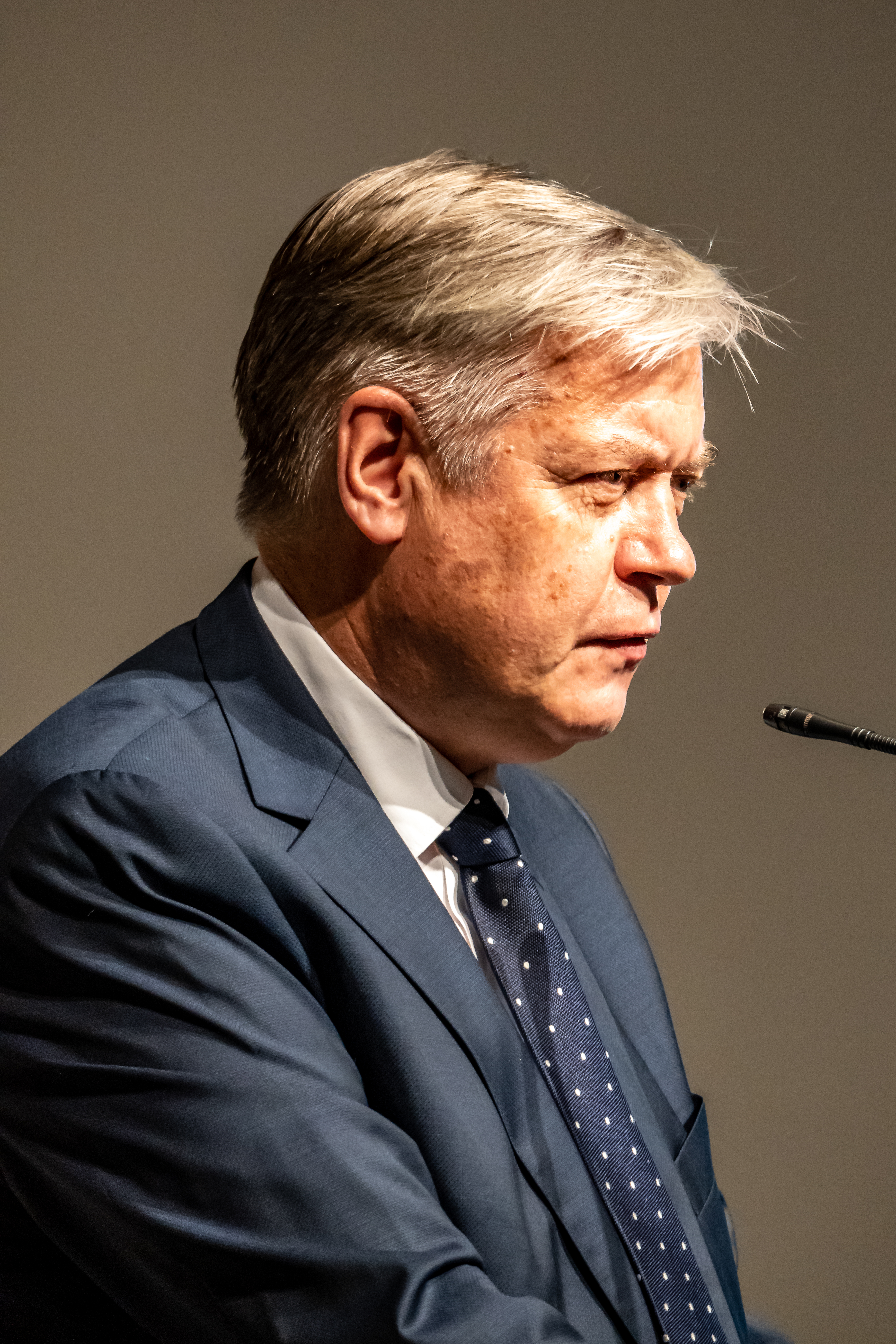
Herman Arnhold bei der Ausstellungseröffnung „Barbarossa – Die Kunst der Herrschaft“ im LWL-Museum für Kunst und Kultur am 27. Oktober 2022

Heinz-Hermann Arnhold (* 4. Februar 1962 in Rheine) ist ein deutscher Kunsthistoriker. Er ist seit 2004 Direktor des LWL-Museums für Kunst und Kultur in Münster.

## Leben
Hermann Arnhold studierte von 1983 bis 1986 Kunstgeschichte, Romanistik und Katholische Theologie an der Universität Freiburg. Von 1986 bis 1988 setzte er sein Studium an der Universität Paris IV-Sorbonne fort und schloss dort mit der Maîtrise (1988) und mit dem D.E.A. (1991) ab. Sein Interesse an der französischen Skulptur an der Epochenwende vom Spätmittelalter zur Frührenaissance mündete 1989 in die Forschungen über die Skulptur in Troyes und in der südlichen Champagne zwischen 1480 und 1530. 1993 wurde er mit einer Doktorarbeit über den Meister von Chaource und seinem Umkreis in Freiburg bei Wilhelm Schlink promoviert.
Seit 1993 ist er in Münster tätig. Hier war er bis 1995 Volontär am Westfälischen Landesmuseum für Kunst und Kulturgeschichte. Seine erste Ausstellung am Museum galt dem französischen Künstler Pierre Soulages, mit dem er 1994 die Ausstellung Lebendiges Licht. Malerei und die Fenster von Conques kuratierte – in deren Zentrum stand eine Installation mehrerer sogenannter „Poliptyques“ (mehrteiliger Gemälde) im Lichthof des Museums. Von 1995 bis 1999 war er Projektleiter der Europaratsausstellung 1648 – Krieg und Frieden in Europa. Daneben lehrte er 1994 bis 1997 als Dozent für Kunstgeschichte am Fachbereich Architektur der Fachhochschule Münster. 1996 forschte er als wissenschaftlicher Assistent unter der Leitung des Kunsthistorikers Jacques Thuillier an der „Chaire d'Histoire de la création artistique en France“ am Collège de France in Paris zur französischen Kunst in der Zeit des Dreißigjährigen Krieges (1618–1648). Seit 1999 ist Arnhold Kurator für die Kunst des Mittelalters.
Arnhold wurde 2004 zum Direktor des Westfälischen Landesmuseums berufen, das 2013 in LWL-Museum für Kunst und Kultur umbenannt wurde. 2002 kuratierte er die Ausstellung Sammlerlust. Europäische Kunst aus fünf Jahrhunderten, die erstmals eine der wichtigsten Sammlungen aus westfälischem Privatbesitz zeigte. Es folgten die Ausstellungen Wege des Mittelalters (2004/2005), Die Brabender. Skulptur am Übergang vom Spätmittelalter zur Renaissance (2005) und 1945 – Im Blick der Fotografie (2005). Anlässlich des Jubiläumsjahres 2008, in dem das LWL-Museum für Kunst und Kultur sein 100-jähriges Bestehen feierte, leitete er das Kuratorenteam für die Ausstellung Orte der Sehnsucht. Mit Künstlern auf Reisen, die sich mit dem Thema der Künstlerreise beschäftigte. Mit den beiden Kuratoren Kasper König und Brigitte Franzen war er verantwortlich für die Skulptur Projekte 2007 in Münster. 10 Jahre später folgten die Skulptur Projekte 2017 in Zusammenarbeit wiederum mit Kasper König als dem künstlerischen Leiter sowie den beiden Co-Kuratorinnen Britta Peters und Marianne Wagner.
2015 kuratierte er gemeinsam mit Joachim Jäger die Ausstellung Otto Piene. Licht. Der Künstler hatte erstmals 1972 das prägende Licht-Kunstwerk Silberne Frequenz für die südliche Außenfassade des Museums geschaffen, das für den Neubau 2014 in wesentlichen Teilen weiterentwickelt wurde. 2018 war Arnhold Sprecher der interdisziplinären Ausstellungskooperation Frieden. Von der Antike bis Heute von fünf Museen in Münster und dem Exzellenzcluster Religion und Politik der Westfälischen Wilhelms-Universität und Kommissar der Ausstellung Wege zum Frieden im LWL-Museum für Kunst und Kultur.
Am Neu- und Umbau des LWL-Museums für Kunst und Kultur nach den Plänen des Architekten Volker Staab war er von den Vorplanungen, dem internationalen Architektenwettbewerb (2007), der Realisierung bis zu seiner Eröffnung im Herbst 2014 maßgeblich beteiligt.

## Veröffentlichungen (Auswahl)
- Die Skulptur in Troyes und in der südlichen Champagne zwischen 1480 und 1540. Stilkritische Beobachtungen zum Meister von Chaource und seinem Umkreis. Dissertation Freiburg i. Br. 1993 [2004] (Digitalisat, mit Lebenslauf).
- Lebendiges Licht. Malerei und die Fenster von Conques. Katalog der Ausstellung im Westfälischen Landesmuseum für Kunst und Kulturgeschichte. Münster 1994.
- mit Jean-Marc Chatelain: Krieg, Ruhm und klassische Ästhetik: ‚Les Triomphes de Louis le Juste’ von Jean Valdor (Paris, 1649). In: 1648 – Krieg und Frieden in Europa. Band 2: Kunst und Kultur. Hrsg. v. Klaus Bußmann und Heinz Schilling. Textband der dreibändigen Publikation zur Ausstellung. Münster 1998.
- Der Domlettner zu Münster – Entstehung und kunstgeschichtliche Einordnung. In: Die Brabender. Katalog der Ausstellung im Westfälischen Landesmuseum für Kunst und Kulturgeschichte. Münster 2005, S. 102ff.
- (Hrsg.): 1945 im Blick der Fotografie. Katalog der Ausstellung im Westfälischen Landesmuseum für Kunst und Kulturgeschichte, Münster 2005.
- Das Soester Antependium aus kunsthistorischer Sicht. In: Akten des wissenschaftlichen Kolloquiums „Das Soester Antependium und die frühe mittelalterliche Tafelmalerei“, Münster, 5.–7. Dezember 2002, S. 83ff.
- (Hrsg.): Orte der Sehnsucht. Mit Künstlern auf Reisen. Katalog der Ausstellung im LWL-Museum für Kunst und Kultur, Münster 2008.
- Otto Piene. Licht. Katalog der Ausstellung im LWL-Museum für Kunst und Kultur, Münster 2015.
- (Hrsg.): Wege zum Frieden. Katalog der Ausstellung im LWL-Museum für Kunst und Kultur (Teilband der 5-bändigen Publikation), Münster 2018.